# Gerardo Ernesto Salas Arjona
Gerardo Ernesto Salas Arjona (ur. 20 października 1966 w Bailadores) – wenezuelski duchowny rzymskokatolicki, biskup Acarigua-Araure od 2022.

## Życiorys
Studiował filozofię i teologię w Wyższym Seminarium Duchownym w Meridzie, uzyskując licencjat z teologii w Instytucie Liturgii Pastoralnej Santa Giustina w Padwie. Święcenia kapłańskie przyjął 22 sierpnia 1992 i został inkardynowany do archidiecezji Mérida. Pracował głównie jako duszpasterz parafialny, był także m.in. wykładowcą i dyrektorem ds. akademickich w archidiecezjalnym seminarium. W 2016 mianowany podsekretarzem Konferencji Episkopatu Wenezueli.
22 sierpnia 2022 papież Franciszek mianował go biskupem Acarigua–Araure. Sakry udzielił mu 5 listopada 2022 kardynał Baltazar Porras.